# A Guía

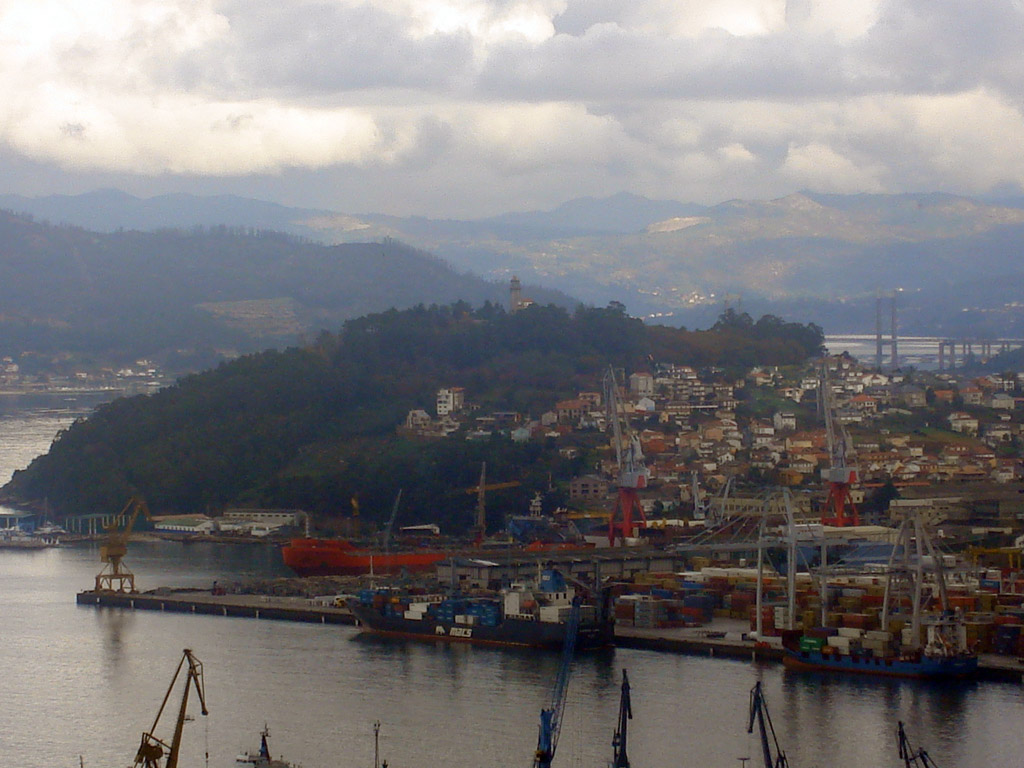
Vista desde el monte del Castro

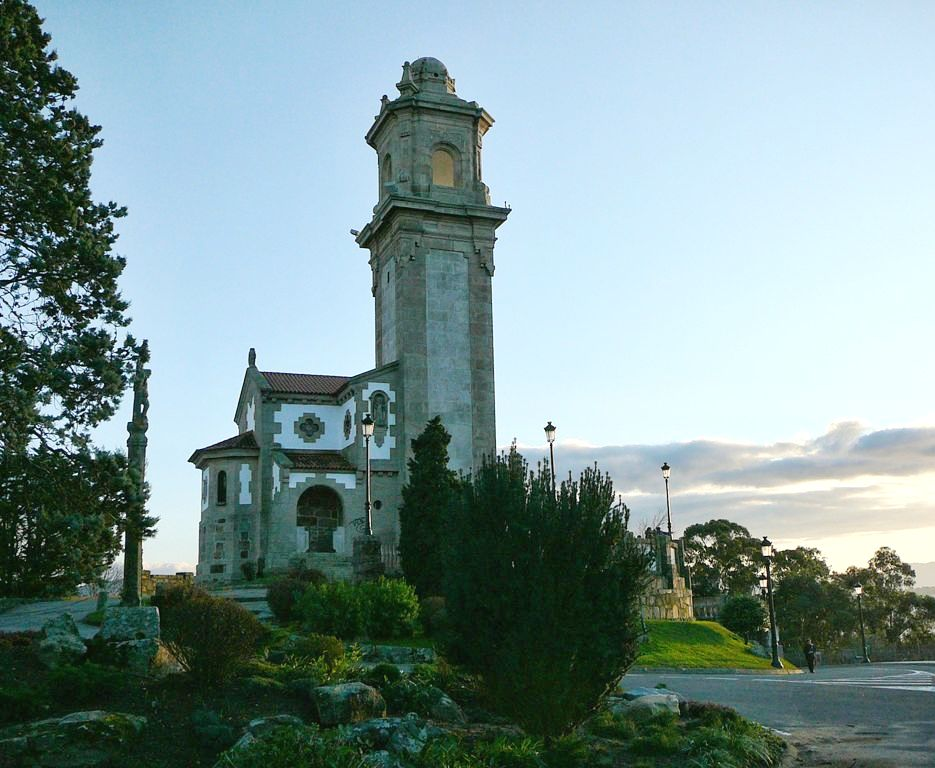
Ermita de Nuestra Señora de la Guía, en la cima del monte

El monte de la Guía es una elevación situada en la parroquia de Teis, en el término municipal de Vigo, a unos 100 metros sobre el nivel del mar, al margen de la ría de Vigo. Es uno de los mayores parques de la ciudad.

## Descripción
Desde lo alto de la montaña hay una vista bastante completa de la ciudad de Vigo, así como de la ría, de las islas Cíes, de la cara sur de la península del Morrazo y también del puente de Rande. Antiguamente, las mujeres de los pescadores subían a este monte para hacer hogueras y así poder orientar a sus maridos de regreso al muelle.
Está coronada por una pequeña ermita erigida en honor de Nuestra Señora de las Nieves: Nuestra Señora de la Guía, obra del arquitecto Manuel Gómez Román.
En 11 de abril de 1937, Ángela Iglesias Rebollar y su marido, José Niebla García, fueron fusilados por la espalda por las tropas Franquistas, acusados de alojar a un huido de la justicia.
Hasta el año 2000 estuvo situada en su ladera más protegida, cara al mar, la Escuela de Transmisiones y Electricidad de la Armada (ETEA), localización militar que tuvo importante relevancia en la Segunda Guerra Mundial, al ser usada como lugar de aprovisionamiento por submarinos alemanes, lo que se evidencia  en alguna película bélica. En aquella época se construyó un túnel bajo el monte para que el tren llegase a las instalaciones militares para llevar provisiones. Tiempo después, al ser innecesario el transporte ferroviario, el túnel fue usado como almacén militar.
En sus faldas, existen pequeñas playas como las de A Punta, Lagoa, Manquiña o una pequeña cala en donde es habitual la práctica del nudismo, y un paseo a través de una senda botánica señalada. Cuenta con un bosque de robles y distintas especies ornamentales de interés, entre las que destacan los carballos, los pinos, etcétera.
El monte de la Guía está conectado con el centro de la ciudad a través del autobús urbano (línea 17).